# Christburg Campus Berlin
Der Christburg Campus Berlin e. V. ist ein Trägerverein, unter dessen Dach christliche Kitas und staatlich anerkannte Ersatzschulen arbeiten. Die Mitglieder des gemeinnützigen Vereins kommen aus verschiedenen evangelischen Gemeinden der Landeskirche, Freikirchen und aus christlichen Gemeinschaften Berlins.

## Geschichte
1987 wurde (damals noch in der Einzahl „Schule“) die „Freie Evangelische Schule Berlin“, kurz FESB, unter dem Vorsitz von Wolfgang Boguslawski gegründet und ins Vereinsregister eingetragen.
Als erste Grundschule wurde 1988 die jetzige Elisabeth-Abegg-Grundschule für die Klassen 1 bis 6 in den Räumen des ehemaligen Weddinger Lazaruskrankenhauses gegründet. Sie war mit 20 Schülern damals Berlins kleinste Schule. 1989 zog sie ins benachbarte Paul-Gerhardt-Stift. 1991 musste die Schule vom Wedding nach Karlshorst in das Gebäude der heutigen Katholischen Hochschule für Sozialwesen umziehen.
Am 1. August 1993 wurde die Schule staatlich als Ersatzschule anerkannt. Im selben Jahr trat sie der Arbeitsgemeinschaft Evangelischer Bekenntnisschulen (AEBS), heute Verband Evangelischer Bekenntnisschulen (VEBS), bei. 1994 zog die Schule nach Niederschönhausen in den heutigen Boris-Pasternak-Weg. Der vormalige Pastor Friedrich Eckert übernahm den Vorsitz und Clemens Volber wurde erster hauptamtlicher Geschäftsführer. 1996 wurde die Schule um einen Schulhort ergänzt.
1998 wurde die Corrie-ten-Boom-Schule als Realschule mit 18 Schülern gegründet (seit dem 1. Juni 2002 staatlich anerkannte Ersatzschule), heute mehr als 100 Schüler.
Im Jahr 1999 zogen Grund- und Realschule an ihren jetzigen Standort in das denkmalgeschützte wilhelminische Schulensemble in der Christburger Straße 14 bis 14B im Prenzlauer Berg. Das Gebäudeensemble ist seit 2005 Eigentum des Trägervereins. Nach Friedrich Eckerts Tod wurde Clemens Volber neuer Vorsitzender und begründete den VEBS mit.
Im Jahr 2006 nahmen mit Hilfe von Bernd Siggelkow und Kai-Uwe Lindloff die „Arche-Grundschule“ im Naumburger Ring 25, Hellersdorf (in Zusammenarbeit mit Die Arche – Christliches Kinder- und Jugendwerk) und die Immanuel-Schule im Spandauer Falkenhagener Feld unter der Trägerschaft des FESB den Schulbetrieb auf. 2008 zog die Immanulel-Grundschule dort in ihr heutiges Schulgebäude und nahm auch den Hortbetrieb auf.
Die erste Grundschule wurde 2008 in Christburg-Grundschule umbenannt, die Realschule in Corrie-ten-Boom-Schule.
Im Jahr 2009 feierten die FESB 20-jähriges Bestehen mit damals 550 Schülern und 140 Mitarbeitern. Die Schule wurde in den Verband Deutscher Privatschulverbände aufgenommen.
2010 wurde aufgrund der Berliner Schulreform die Realschule in eine Integrierte Sekundarschule umgewandelt und neu ausgerichtet.
2011 übernahm der Kaufmann Heinz Kiock den Vorsitz. Die Arche-Grundschule zog in ihr heutiges Domizil in der Lichtenhainer Straße 2.
Von 2012 wurde Wolfgang Stock Geschäftsführer (bis 2017). Die Schule hatte 120 Mitarbeiter. Im Folgejahr übernahm Pastor Erhart Zeiser den Vorsitz.
Die FESB gründeten auf Grund rechtlicher Zwänge die Freie Evangelische Schulen Berlin (FESB) gemeinnützige GmbH als hundertprozentige Tochter und neuen Schulträger aus. Im August 2013 zählte man 720 Schüler in vier Schulen, von denen 400 im Hort gefördert und betreut wurden.
Zusätzlich entstanden 2013 zwei Kitas mit mehr als 70 Kindern, eine davon im Schulgebäude in Hellersdorf mit 55 Plätzen und 9 Mitarbeitern. 2013 wurde insgesamt 165 Mitarbeiter beschäftigt.
Die Betreibergesellschaft und der Verein wurden 2014 umbenannt. Der Verein heißt jetzt Christburg Campus Berlin e. V., der Schul- und Kitaträger Christburg Campus gemeinnützige GmbH.
2016 wurden Verein und Christburg Campus gGmbH neu strukturiert. Der Verein hat nun drei Bänke mit Mitgliedern je aus der Elternschaft, Mitarbeiterschaft sowie geistlichen Leitern aus Berlin. Jede dieser Bänke stellt einen Vorsitzenden, der gleichzeitig im Aufsichtsrat der gGmbH sitzt. Der Aufsichtsrat wird noch durch einen leitenden Mitarbeiter, Ines Bachnik sowie zwei externen Experten, Rahel Dreyer und Bernhard Schreiber, ergänzt.
2018 wechselte Wolfgang Stock als Generalsekretär zum VEBS an seine Stelle trat der neue Geschäftsführer Dirk Noack und der Christburg Campus feierte sein 30-jähriges Bestehen
Anfang 2019 besuchten rund 700 Schüler die Grundschulen und 200 die ISS. Der Christburg Campus hatte also rund 900 Schüler.

## Schulen
Die Lehrer unterrichten an den drei Standorten circa 900 Schüler.
Der Christburg Campus unterliegt als anerkannter Ersatzschulträger der staatlichen Schulaufsicht. Seinen freien Schulen werden in Berlin nur rund zwei Drittel ihrer Kosten erstattet. Den Rest müssen Eltern und Spender aufbringen.
Für ihr Engagement für die Familien der Schulkinder und der Mitarbeiter wurde die Schule 2014 mit dem „Fair-Family-Gütesiegel“ ausgezeichnet.
Die Schulen sind Mitglied im Verband Evangelischer Bekenntnisschulen. Der Christburg Campus gehört zu den „Selbständigen Werken der Kategorie II“ der Deutschen Evangelischen Allianz. Außerdem gehört er zu „Gemeinsam für Berlin“.

### Grundschulen

#### Elisabeth-Abegg-Grundschule
Die Elisabeth-Abegg-Grundschule ist die älteste Schule des Christburg Campus. Sie wurde am 13. August 1988 mit Sigrid-Marianne Popendicker als einziger Lehrerin/Schulleiterin und 20 Kindern im Weddinger Lazarus-Krankenhaus als Freie Evangelische Schule Berlin eröffnet und ist seither vier Mal umgezogen. 1989 zog sie in die Paul-Gerhardt-Stiftung, Wedding, um, 1991 nach Karlshorst. Die Schule wurde zum 1. August 1993 staatlich anerkannt. Seit dem letzten Umzug 1999 befindet sie sich in der Christburger Straße Das Schulhaus teilt sie sich mit der Sekundarschule und dem Schulhort. 2008 wurde sie zur Christburg-Grundschule umbenannt.

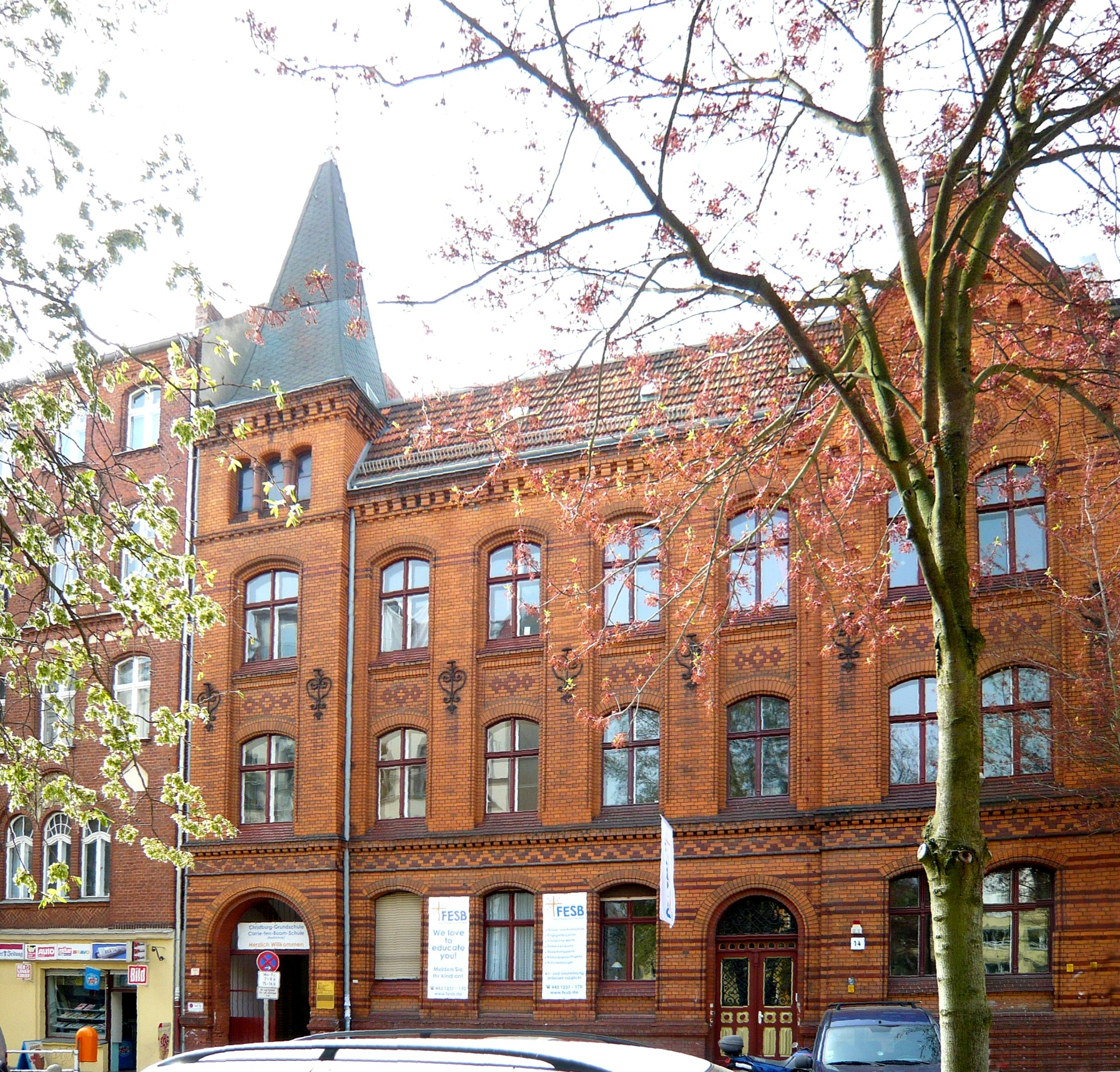
Verwaltung des Christburg Campus, ehemaliges Lehrerwohnhaus

Seit August 2014 ist sie nach der Berliner Pädagogin und Widerstandskämpferin Elisabeth Abegg benannt.
Das denkmalgeschützte Schulgebäude wurde 1895/96 als Gemeindedoppelschule Hans-Janocha-Oberschule und Erich-Franz-Oberschule mit Lehrerwohnhaus, Turnhalle und Umfassungsmauer nach einem Entwurf von Architekt Lieb errichtet. Für die Schule setzen sich internationale Künstler wie Martin Helmchen und Marie-Elisabeth Hecker oder Culcha Candela ein.

#### Immanuel-Grundschule
Die einzügige Immanuel-Grundschule steht im Falkenhagener Feld in Spandau. Sie eröffnete im August 2006 mit sieben Mädchen, drei Jungen und einer Lehrerin. 2007 wurden schon 20 Kinder eingeschult und der Hort eröffnet. Zuerst nutzte die Schule die Räume der Josua-Gemeinde in der Bismarckstraße. Im Juli 2008 zog sie in die heutigen Räume in der Stadtrandstraße 465. Die Schule hat einen besonders hohen Anteil an Kindern aus einkommensschwachen Familien (mehr als 50 %).

#### Sabine-Ball-Grundschule
Die Sabine-Ball-Grundschule befindet sich in einer modernen Plattenbauschule in Marzahn-Hellersdorf, mit im Gebäude sind der Hort und – in einem abgetrennten Teil – die Kita „Helles Nest“ (siehe Kindertagesstätten).
Die Schule startete 2006 mit 14 Kindern in Kooperation mit der Arche in Hellersdorf als Arche-Grundschule. Zu Anfang finanzierte der Arche-Verein jährlich 120.000 €, da nur 40 Prozent der Schüler im Bezirk Marzahn-Hellersdorf das Schulgeld zahlen konnten.  2007 kamen 20 neue Schüler dazu. Nina Hagen ist Botschafterin der Arche-Grundschule in Hellersdorf.
2014 wurde im Zusammenhang mit der Umbenennung des Trägers die Dresdner Sozialreformern Sabine Ball die neue Namenspatronin. Die Schule ist inzwischen zweizügig und hat 180 Schüler.

### Corrie-ten-Boom-Schule (ISS)
Die Corrie-ten-Boom-Schule ist eine einzügige Integrierte Sekundarschule (früher: Realschule) von Klasse 7 bis Klassenstufe 13. 2017 eröffnete die erste 11. Klasse, die 2020 das erste Abitur ablegen soll. Sie teilt sich das denkmalgeschützte Schulgebäude im Prenzlauer Berg mit der Elisabeth-Abegg-Grundschule. Sie begann 1998 mit 18 Schülern, heute hat mehr als 100 Schüler und 13 Lehrer.

## Kindertagesstätten
Der Christburg Campus betreibt seit 2013 die Kindertagesstätten „Helles Nest“ (59 Plätze) in Hellersdorf und „Bunte Burg“ (30 Plätze) im Prenzlauer Berg. 2014 wurde die Kita Bunte Burg um 12 Plätze erweitert.

## Organisation
Pastor Jonathan Scheer ist Vorsitzender des Vereins sowie des Aufsichtsrates der 100-prozentigen Tochtergesellschaft Christburg Campus gGmbH. Deren Geschäftsführer sind Dirk Noack und Annedore Piasetzki.
Der Christburg Campus Berlin als Trägerverein ist genauso als gemeinnützig anerkannt wie seine Tochtergesellschaft, der Christburg Campus gemeinnützige GmbH. Sie sind konfessionell und parteipolitisch ungebunden. Zum Aufsichtsrat gehört unter anderem Rahel Dreyer mit dem Schwerpunkt frühkindliche Bildung.